# Nechmaya
Nechmaya là một đô thị thuộc tỉnh Guelma, Algérie. Dân số thời điểm năm 2002 là 9.113 người.